# 1802 în artă
- 1800 în artă — 1801 în artă ——  1802 în artă  —— 1803 în artă — 1804 în artă

1802 în artă implică o serie de evenimente:

## Decese
- 1 ianuarie
- 19 ianuarie
- 31 ianuarie

- 6 februarie  —
- 10 martie —
- 3 septembrie —
- 10 septembrie —
- 3 noiembrie —
- 15 noiembrie –
- 12 decembrie

## Nașteri
- 1 ianuarie
- 31 ianuarie
- 4 martie –
- 15 aprilie –
- 17 mai
- 30 iunie
- 6 iulie  —
- 10 august —
- 19 septembrie —
- 3 octombrie —
- 15 noiembrie —
- 31 decembrie —

## Galerie de imagini
- Lucrări reprezentative